# A War You Cannot Win
A War You Cannot Win es el sexto álbum de estudio de la banda estadounidense de metalcore All That Remains. El álbum fue lanzado el 6 de noviembre de 2012 a través de Razor & Tie.
El álbum tiene algunas pistas que tienen un sonido de metalcore melódico y otras con un sonido de heavy metal que solo tienen canto.

## Antecedentes
El álbum fue producido por el guitarrista de Killswitch Engage, Adam Dutkiewicz, quien produjo álbumes para la banda en el pasado.
La primera canción que se lanzó del álbum fue "Down Through the Ages". La canción se publicó por primera vez en el canal de YouTube de Labonte el 13 de agosto de 2012. "Stand Up" se lanzó como el siguiente sencillo el 27 de agosto. El 26 de octubre, se anunció "You Can't Fill My Shadow" como el tercer sencillo del álbum.
Pero el quinto y último sencillo, "What If I Was Nothing", fue el mayor éxito del álbum y de toda su discografía. Es una poderosa balada que ya alcanzó 85 millones de visitas en YouTube. En esta canción, Philip Labonte canta sobre algunos de sus problemas anteriores con su esposa.

## Lista de canciones
| N.º | Título                                  | Duración |  |
| 1.  | «Down Through the Ages»                 | 3:31     |  |
| 2.  | «You Can't Fill My Shadow»              | 3:33     |  |
| 3.  | «Stand Up»                              | 4:00     |  |
| 4.  | «A Call to All Non-Believers»           | 2:44     |  |
| 5.  | «Asking Too Much»                       | 3:28     |  |
| 6.  | «Intro»                                 | 0:21     |  |
| 7.  | «Just Moments in Time»                  | 3:27     |  |
| 8.  | «What If I Was Nothing»                 | 4:36     |  |
| 9.  | «Sing for Liberty»                      | 3:41     |  |
| 10. | «Not Fading»                            | 3:34     |  |
| 11. | «Calculating Loneliness» (Instrumental) | 2:39     |  |
| 12. | «A War You Cannot Win»                  | 3:45     |  |

| Bonus track |                       |          |  |
| N.º         | Título                | Duración |  |
| 13.         | «Let Nothing Bind Me» | 3:03     |  |

## Personal
All That Remains
- Philip Labonte – voz
- Mike Martin – Guitarra rítmica
- Oli Herbert – Guitarrista líder
- Jeanne Sagan – bajo
- Jason Costa – batería

Producción
- Producido por Adam Dutkiewicz